# Carlo Solveni
Carlo Solveni (Venezia, 12 agosto 1897 – Como, 28 giugno 1983) è stato un bobbista italiano.

## Biografia
Viene ricordato come vincitore di una medaglia di bronzo nella sua disciplina, ottenuta ai campionati mondiali del 1935 (edizione tenutasi a Innsbruck, Austria) insieme al connazionale Marchese Sforza Brivio. Nell'edizione l'argento andò alla Cecoslovacchia, l'oro alla Svizzera.
Partecipò ai Giochi olimpici invernali di Garmisch-Partenkirchen 1936, dove giunse 10° nel bob a quattro e 12° nel bob a due.
Vinse due volte i Campionati italiani di bob in coppia con Mario Vitali nel 1937 e 1939.